# Changement (chanson)
Singles de Orelsan
Aucun RaelSan
(2011)
Pistes de Perdu d'avance
Étoiles invisibles
(1) Soirée ratée
(3)
Changement est le premier single du rappeur français Orelsan. Elle est mise en ligne la première fois le 22 février 2008 sur YouTube. Le clip est tourné en Basse-Normandie.

## Utilisation dans la culture populaire
La chanson est présente dans le film américain L'Ombre d'Emily (2018) de Paul Feig.